# 1,2-二甲基环丙烷
1,2-二甲基环丙烷是一种环烷烃，化学式为C5H10。它是一个环丙烷分子，在两个相邻的碳原子上各有一个甲基。它具有三种立体异构体：一种顺式异构体和一对反式对映体，由两个甲基的方向决定。1,2-二甲基环丙烷与其他环丙烷一样，其环张力导致它相对不稳定。